# Pieter Lanchals
Pieter Lanchals (Brugge, ca.1430-1440 - 22 maart 1488) was een belangrijk ambtenaar tijdens het bestuur van de Bourgondiërs en Habsburgers in Brugge.

## Levensloop
Lanchals was de zoon van de uit de omgeving van Aardenburg afkomstige schrijnwerker Simon Lanchals en van Isabella Joncman. Hij bracht zijn jeugdjaren door in de Zuidzandstraat, waar het ouderlijk huis, genaamd De Roosenhoet en de schrijnwerkerij zich bevonden, in de onmiddellijke nabijheid van verschillende gelijkaardige bedrijven. Het gilde van de schrijnwerkers verwierf trouwens in diezelfde Zuidzandstraat het huis De Grote Naelde in het laatste kwart van de 15de eeuw in eigendom. De moeder, Isabella Joncman, was een dochter van de geldwisselaar Brixus Joncman, die hotels bezat in de Zuidzandstraat. 
Een gezin dus met goede perspectieven, ware het niet dat Simon Lanchals een gewelddadig man was, die bij herhaling werd veroordeeld omdat hij zijn vrouw en zijn kinderen mishandelde. Zijn zaak ging ten onder en zijn huis werd verkocht. Het is waarschijnlijk dat hij de schrijnwerker Lanchals was die uit de stad werd verbannen en in armoede stierf in een gasthuis in Middelburg (Zeeland). De echtgenote Isabelle dreef haar eigen zaken in de lakenhandel en hielp er het gezin weer bovenop. Ze kon het pand dat ze geërfd had in de Korte-Vuldersstraat aanzienlijk uitbreiden.  
Ondanks de familieproblemen is het waarschijnlijk dat Pieter Lanchals een behoorlijke opvoeding genoot. Vanaf 1465 vervulde hij een belangrijke functie als klerk van de algemene ontvanger van financiën Gilbert van Ruple. Vermoedelijk door persoonlijke contacten met hertog Karel de Stoute stootte hij door in de administratie en werd hij zelf vanaf 1472 tot 1477 griffier en algemene ontvanger van alle financiën. Hij was in 1471 'boven zijn stand' getrouwd, met Kateline van Nieuwenhove, dochter van Michiel van Nieuwenhove, een van de belangrijke leden van een vooraanstaande Brugse familie.
De goede opvoeding die hij had genoten gold ook voor zijn zus Passchine Lanchals (†na 1489), die trouwde met de Brugse lakenhandelaar Wouter Mergaert (†1482) en voor zijn broer Adriaan Lanchals (†ca. 1500) die monnik werd in de abdij van Ter Doest en er abt werd.

## Vertrouweling van Maximiliaan
Na de dood van de hertog in 1477 kon Pieter Lanchals zich handhaven. Hij werd een vertrouweling van Maximilaan van Oostenrijk en bracht het tot raadgever aan het hof. Hij bleef niet alleen ambtenaar maar begon zich stilaan te mengen in het politieke leven. Door zijn functie hield hij ook nauw contact met de Medici-bank in Brugge, in de persoon van Tommaso Portinari.
Hij werd ook lid van voorname godvruchtige genootschappen, waar alleen de topvertegenwoordigers van de samenleving toegang toe hadden. Zo werd hij opgenomen in de broederschap van Onze-Lieve-Vrouw-ter-Sneeuw en in de Edele Confrérie van het Heilig Bloed, waarvan hij in 1481 proost was. 
Na het overlijden van zijn eerste echtgenote, Katarina van Nieuwenhove in 1484, huwde hij in 1486 met Katarina van Poeke, de dochter van ridder Roeland, heer van Poeke en burgemeester van het Brugse Vrije.
Toen vanaf 1482 de strijd losbrak tussen Maximiliaan en de steden, meer bepaald Brugge, koos hij onvoorwaardelijk de zijde van de aartshertog. In 1483 werd hij door deze laatste tot ridder geslagen. Hij klom verder op in de hiërarchie en werd in 1485 schout van Brugge. Dit betekende dat hij het politioneel gezag over de stad uitoefende en hij deed dit met een ijzeren hand. Hij maakte zich hierdoor allesbehalve geliefd en waagde zich alleen nog op straat omringd door een stevige lijfwacht.

## Val
De Brugse opstand van begin 1488, waarbij Maximiliaan gevangen werd genomen, betekende ook onheil voor Lanchals. Hij dook onder in een huis in de Carmersstraat, waar hij na anderhalve maand werd ontdekt. 
Na gedurende enkele dagen gemarteld te zijn in de Brugse 'Hallen' onder het Belfort, werd hij er op 22 maart, onder de ogen van de in het huis Craenenburg opgesloten Maximiliaan, onthoofd. Het hoofd werd op een lans boven op de Gentpoort geëxposeerd. Zijn lichaam werd begraven in de Onze-Lieve-Vrouwekerk van Brugge, in een zijkapel met zijn naam.

## Zijn residentie
Lange tijd meende men in Brugge dat Pieter Lanchals aan de Oude Burg had gewoond, hetzij in het nummer 21 dat in de 18de eeuw bewoond was door de kroniekschrijver Karel Custis, hetzij in het nummer 27, dat nu Hof Lanchals wordt genoemd. Na lang onderzoek is men er echter achter gekomen dat hij woonde in de 's Heer Gillis Dopstraat, wat nu de Kartuizerinnestraat heet, tegen de oever van de Dijver.
In de tweede helft van de vijftiende eeuw behoorde het uit verschillende gebouwen bestaande domein toe aan schout Jan van Nieuwenhove, voorganger van Lanchals in die functie en oom van de echtgenote Lanchals. In 1473-1474 werd Lanchals de eigenaar en hij bouwde er een aanzienlijk nieuw stenen huis. 
Ook al was oorspronkelijk gevonnist dat al zijn goederen werden verbeurdverklaard, ging dit niet door en bleven de weduwe en de kinderen er het bezit van behouden.

## Afstammelingen
Pieter Lanchals had vier wettige kinderen en een bastaarddochter.
Het huis en domein in de Gillis Dopstraat werd bij de erfenisverdeling toegewezen aan zijn zoon, Pieter Lanchals II. Door zijn huwelijk met Jossine Quevin (1484-1554), de enige dochter van Josse Quevin en Elisabeth Goethals, die heer van Olsene en Lede was, werd Pieter II vanaf 1502 heer van Olsene en bewoonde aldaar het Hof Ter Wallen. Zijn nazaat Philippe Lanchals, heer van Olsene en schepen van Gent, werd in 1618 tot ridder benoemd. Die zijn zoon, Maximiliaan Lanchals werd in 1645 baron van Eksaarde. Een afstammelinge, Margaretha Lanchals, huwde in 1692 met Jan Piers, heer van Welle, Nieuwehuysse en Monnecove. Hun zoon huwde in 1732 met Maria Theodora Triest, vrouw van Raveschoot. Sommige leden van de familie Piers speelden een rol in Gent, onder meer als burgemeester. De familie Piers de Raveschoot beheerste vooral het politieke leven in Olsene, wat eindigde met de dood van de laatste burgemeester uit deze familie, Stanislas Piers de Raveschoot (1868-1946). Die zijn dochter Solange (1909-2002) was het laatste familielid om het in 1854 herbouwde kasteel te bewonen, dat na haar dood door de erfgenamen verkocht werd.
Van 1491 tot 1502 werd het Brugse huis bewoond door Filips Pinnoc (†1517) en zijn echtgenote Kathelijne Lanchals (†1492), dochter van de terechtgestelde schout. Het gezin bleef kinderloos. Pinnoc stamde uit een Leuvense familie en werd in 1495 tot schout van Brugge gepromoveerd, eerherstel tegenover de familie Lanchals. 
In 1506 verkocht Pieter Lanchals jr. de eigendom. In 1575 werden kartuizerinnen de nieuwe eigenaars. Ze bouwden er hun klooster, waarbij de vroegere residentie van Lanchals grotendeels zo niet volledig verdween.

## De legende
In de romantische negentiende eeuw ontstond de legende dat Maximiliaan, eenmaal vrijgelaten en opnieuw aan de macht, de Bruggelingen verplicht had ten eeuwigen dage 52 "langhalzen" of zwanen op de reien te onderhouden.
Dit verhaal berustte op geen enkele archiefbron. Brugge hield trouwens al lang voor de periode van de laat-vijftiende-eeuwse onlusten zwanen op de reien. Het ging om een recht dat begin 15de eeuw door de stad was afgekocht van de graaf van Vlaanderen. Rijke families konden zwanen voorzien van een hanger met hun eigen wapenschild.